# احتفال سان فيرمين
احتفال سان فيرمين (سانفيرمينيس) في بامبلونا باسبانيا هو احتفال سنوي يقام من 6 الى 14 يوليو. يشتهر بـ "التشوبينازو" (إطلاق الصاروخ) الذي يمثل بدايته، والاهم من ذلك، "الانسيرو" اليومي (ركض الثيران) في الشوارع. يشمل المهرجان ايضا مواكب وعروض عمالقة ومصارعة ثيران والعاب نارية وموسيقى، وينتهي بحفل وداع.

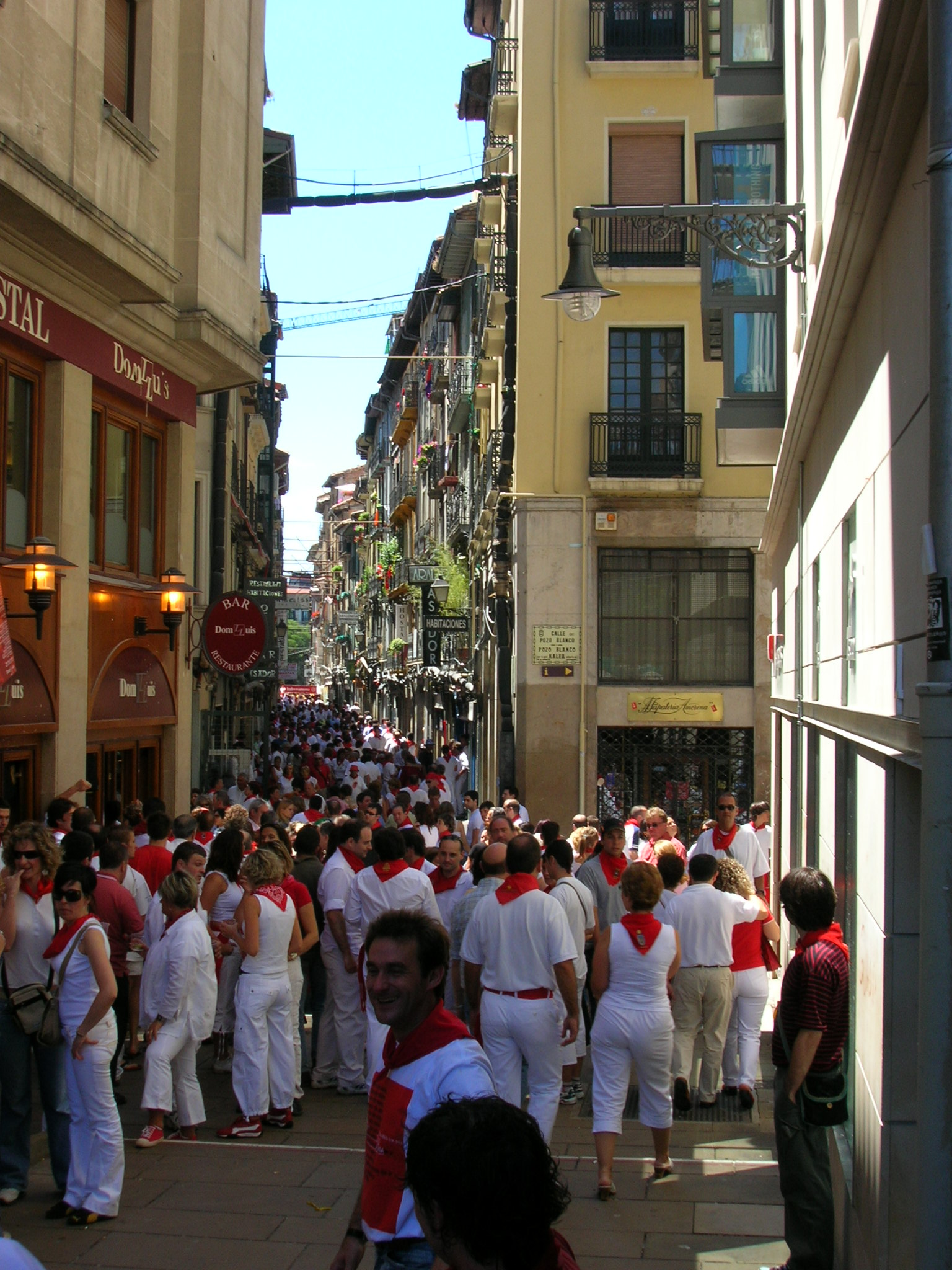
احتفال فيرمينو من أميان